# Dendronotus yrjargul
Dendronotus yrjargul — вид голозябрових молюсків родини Dendronotidae. Описаний у 2020 році.

## Назва
Видова назва yrjargul складається з двох норвезьких слів: «yrjar» — стара назва громади Ерланн, типового місцезнаходження виду, та «gul» — «жовтий».

## Поширення
Вид поширений від Норвезького до Карського моря.